# 洛克人Zero系列
洛克人Zero系列（又译作）是日本電子遊戲《洛克人》系列第五部作品。於2002年發行，屬動作遊戲，共四集。

## 對戰系統
《洛克人Zero》跟《洛克人EXE》系列一樣有屬性相剋系統。裡面有四種不同的屬性，分別為火屬性、冰屬性、雷電屬性與無屬性。屬性大大影響著敵方的力量或者是抵抗能力，當特定屬性的攻擊擊中對該屬性有較低抵抗力的屬性對象時，該屬性的攻擊力則會變成兩倍，但相反用對手有較高抵抗力的屬性時，攻擊力則變成零。

## 用語
雷普利機器人（レプリロイド/Reploid）
自久遠以前被發明出來，與人類相近的機器人。由高度科技製造，灌輸與人類相似的人格；原先是做為人類的夥伴而設計，與人類一同工作。
非正規機器人（イレギュラー/Irregular）
有過襲擊人類記錄的雷普利機器人，被人類所畏懼。
新·阿卡迪亞（ネオ・アルカディア/Neo Arcadia）
曾經是人類的理想鄉，為了保護人類不被非正規機器人襲擊的城市。但原本統領國家的艾克斯失蹤，後由雪兒製造的複製艾克斯統治(Z1)。
反抗軍（レジスタンス/Resistance）
一個對抗新阿卡迪亞的私人武裝軍隊，由雪兒管轄，之後她和一夥人失去了連絡後，由普蕾莉接任。

## 主要人物
傑洛（╱ ）
配音員：風間勇刀
本作主人公，曾跟艾克斯在100年前的非正規品戰爭中活躍的英雄。
從100年沉睡中蘇醒的雷普利機器人。因為沒有任何去向，又了解反抗軍的苦況，而成為反對派一方的戰士，長期接受反抗軍給予的任務，幫助被迫害的反對派，與Neo Arcadia對戰。
被Neo Arcadia稱作「古代兵器」「紅色戰神」的存在，在ZERO3 則確定為威力博士的最後之作。100年前為西格瑪病毒的帶原體，為了避免病毒擴散並研究出疫苗將自體靈魂抽出並封印機體。不久後妖精戰爭爆發，製作了複製驅體並植入靈魂，與艾克斯一同結束戰爭後再度進入長眠，直到雪兒博士發現。
真身則在妖精戰爭前被拜魯博士盜取，並植入奧米加的靈魂，成為毀滅世界的道具。
雪兒（╱ ）
配音員：田中理惠
本作女主角。在胎兒時期接受了改造，除了能夠與電子精靈對話，極高的智商也成為Neo Arcadia的重要兵器。
妖精戰爭後艾克斯不明原因失蹤，為了避免Neo Arcadia恐慌因此製造了複製艾克斯擔任新領導人，但是複製艾克斯為了解決能源問題開始大量處決雷普利機器人。無法接受的她離開了Neo Arcadia，聚集被視為非正規機器人的逃亡者組成了反抗軍(レジスタンス/Resistance)，進行著拯救準備以能源浪費為罪名而處分的思考型機器人的活動。不過，因為被Neo Arcadia鎮壓，被追到絕境的反抗軍來到了在遙遠過去被封印，被人稱做「英雄」的傑洛所在的遺跡。
電子艾克斯（Cyber-X）
電子精靈，與其他的電子精靈不同,帶着神秘的氣氛，把劍交給傑洛。
真實身分為100年前與傑洛在非正規品戰爭一起戰鬥的艾克斯。
本體在妖精戰爭後作為封印黑暗妖精的容器，從此靈魂從肉體剝離，靈魂也被分為數塊，乘載記憶與艾克斯靈魂的其一便是「Cyber-X」。
只能夠在網路世界和殘影的方式出現。而肉體也在ZERO 2被破壞，以至於黑暗妖精被釋放。
另外，在100年前雷普利機器人便是由艾克斯為雛形製作的機體，因此他也能暫時中斷「傑洛」以外的思考型機器人活動。
ZERO 3在四天王全滅後，再也無法以電子精靈的模樣顯世，將世界交付給傑洛後，回到了網路世界。

### 新·阿卡迪亞
複製艾克斯（╱ ）
配音員：今井由香
在艾克斯為了封印黑暗妖精失蹤後，Neo Arcadia上級命令雪兒製造出來模仿艾克斯的雷普利機器人。
與追求和平的理念卻與艾克斯不同，為了成為英雄，他不惜處死大量無辜的雷普利機器人。平常是藍色裝甲和黑色皮膜的機器人，戰鬥時會在身上變出金色、白色相間的天使型裝甲，原型是一架沒有腳的六翼天使型機器人。
複製艾克斯也應證了萊特博士最擔心的問題－「苦惱迴路暴走」，不曾發生在艾克斯身上的問題卻發生在複製體身上。在人類眼中他成為了救世主，但在雷普利機器人眼中無疑成為了濫殺無辜的暴君。
在ZERO 1被傑洛打敗，但是在ZERO 3被拜魯復活，並且對拜魯有極大的依賴性。為了奪走黑暗妖精，甚至在人類生存區投下帶著奧米加的炸彈。在ZERO再次敗給傑洛後，企圖變回原型，可是被拜魯埋藏在體內的炸彈引爆而炸死。
複製艾克斯被設計的死亡，導致拜魯博士掌權，並指控傑洛為殺死英雄「艾克斯」的兇手。
赫爾琵亞（╱ ）
配音員：緒方惠美
是以艾克斯的DNA製造的X-bioroid（X-人造人），是為了再生環境與人類的生活圈而製造的天氣控制用雷普利機器人，能操縱局部的氣象。Neo Arcadia四大天王之一队长賢將，稱號是翠綠的斬擊，率領烈空軍團。一開始是個性格激動的不良少年，但在複製艾克斯死後，轉任Neo Arcadia的代理指揮，性格漸趨成熟。与蕾薇亞丹合作中，主要任务是扩大人类环境的生活。使用的武器是兩把光束劍，是十大闪光武器之一（音速刀锋），第二型態能夠變成一台鳥型的戰鬥機。
法布尼爾（╱ ）
配音員：中井和哉
是以艾克斯的DNA製造的X-bioroid（X-人造人），是為了淨化被汙染的土地而製造的雷普利機器人。Neo Arcadia四天王之一的鬥將，稱號是紅蓮的豪腕，率領塵炎軍團。性格單純而好戰，渴望有個能全力一戰的對手。使用的武器是兩具重型火砲，第二型態能變成一台有四個龍頭砲口的戰車。
蕾薇亞丹（╱ ）
配音員：今井由香
是以艾克斯的DNA製造的X-bioroid（X-人造人），與赫爾琵亞的製造理念相同，是為了淨化海洋而製造的雷普利機器人，有操縱水流與水溫的能力。Neo Arcadia四天王之一的妖將，稱號是蒼海的海神，率領冥海軍團。是四天王中最早被製造出來的，有一盯上獵物便會窮追不捨的個性，因此對傑洛非常執著，為了打倒傑洛連原本的目的都能擱置。使用的武器是能發射飛彈的長槍，第二型態能變成魟魚型的潛水艇。
幻影（╱ ）
配音員：稻田徹
是以艾克斯的DNA製造的X-bioroid（X-人造人），並非為了再生地球而製造的雷普利機器人，具有光學迷彩和高機動力。Neo Arcadia四天王之一的隱將，稱號是漆黑的幻影，率領斬影軍團。沉默寡言的溫厚性格，說話時用古老的語言，所以其他三天王都甚少和他聯繫，總是孤軍奮戰，但對艾克斯的忠誠心沒有動搖。玩家認為用信念這詞來形容他最合適不過了。在ZERO 1最終關卡敗給傑洛之後，企圖與傑洛同歸於盡而自爆身亡。但是死後靈魂在電子空間活動，可以在ZERO 3看到他。使用的武器是飛鏢和忍者刀，雖然遊戲中沒出現（加上本人已在ZERO1自爆身亡），不過官方表示幻影的第二型態是架蝙蝠型的隱形戰鬥機。

### 主要敵方
拜魯博士 （Dr.バイル）
配音員：大塚周夫
本作的最終反派。在過去的非正規機器人戰爭結束後，奪走傑洛原本的身體改造成奧米加，並且將馬薩妖精(マザーエルフ)改造成闇之妖精(ダークエルフ)，使用複製自黑暗妖精製造的幼兒妖精(ベビーエルフ)控制大量的雷普利機器人發起了「妖精戰爭」，造成了九成的雷普利機器人和六成的人類死亡。戰爭結束後被追究戰爭的責任，記憶被轉換成數據資料，身體被安裝了具有再生能力的盔甲後，與奧米加一同被放逐到宇宙漂流了一百年。在闇之妖精復活後歸來，先是復活了複製艾克斯重歸Neo Arcadia，接著設計複製艾克斯自爆奪走Neo Arcadia的政權，之後用奧米加和闇之妖精控制了大部分的雷普利機器人，企圖發起第二次妖精戰爭，但是被傑洛阻止。ZERO 4依然掌握Neo Arcadia的大權，為了控制所有人類，發起破壞自然的Ragnarok作戰。所做的一切，都是為了向放逐他的人類進行報復。
奧米加（Omega）
配音員：諏訪部順一
拜魯製造出來的惡魔雷普利機器人，是以傑洛原本的身體改造而來的，與闇之妖精結合能發揮出無窮的力量。但是拜魯如何入手傑洛的身體，官方沒有做出解釋。
厄爾畢斯（Elpizo／Elpis）
於《洛克人Zero 2》登場，初登場時為反對派新領袖。原為阿卡迪亞代號TK31的機器人，在某次任務中因為閱覽了妖精戰爭時的資料，而被Neo Arcadia認定為非正規機器人，之後加入反對派，並改名為「厄爾畢斯」。在ZERO 1到ZERO 2的過渡中，領導反對派重整旗鼓並建立了新的基地，因著這份功績被忙於研究的雪兒推舉為新的反對派領導者，性格因此膨脹起來。
在發起『正義的一擊』作戰失敗後，因為無法接受作戰失敗並造成部下死亡的愧疚與罪惡感，還有對傑洛的自卑感，以及對力量的渴望下，決定解放一百年前的黑暗妖精以獲得無人能及的力量。最後雖然破壞了艾克斯的身體並解放黑暗妖精，還是不敵傑洛而戰敗。在死前終於坦然面對自己的過錯，並被黑暗妖精變為電子妖精離去。

## 外部連結
- （日語）洛克人Zero公式網頁
- （日語）洛克人Zero2公式網頁
- （日語）洛克人Zero3公式網頁
- （日語）洛克人Zero4公式網頁
- （日語）洛克人Zero 合集公式網頁